# Шевцов, Вячеслав Алексеевич
Вячеслав Алексеевич Шевцов (р. 01.08.1954) — российский учёный в области радиоэлектроники, доктор технических наук (2004), профессор.
Окончил факультет радиоэлектроники летательной авиации (ФРЭЛА) МАИ (1977)
- 1977—1978 инженер кафедры 402 МАИ.
- 1978—1980 служба в РВСН, оперативный дежурный боевой дежурной смены.
- 1980—1983 старший инженер кафедры 402 МАИ.
- 1982—1986 аспирант МАИ, в 1986 году защитил кандидатскую диссертацию.
- 1986—1996 старший научный сотрудник, начальник учебной лаборатории, начальник НИО кафедры 402, с 1994 года — заместитель декана по НИР ФРЭЛА.
- с 1996 г. руководитель Регионального учебно-научного центра по проблемам информационной безопасности высшей школы.
- 2001—2007 декан факультета «Радиоэлектроника летательных аппаратов».
- 2004 защита диссертации доктора технических наук на тему «Обработка сигналов на фоне негауссовских помех в телекоммуникационных системах и сетях».
- 2007—2016 проректор МАИ по научной работе, зав. Кафедрой 408 «Инфокоммуникации».
- 2016 -  и. о. ректора МАИ.
- с 2016 г. - Заведующий кафедры 408 МАИ.

Специалист в области помехоустойчивости радиосистем. Автор 4 монографий:
- «Обработка сигналов на фоне негауссовских помех в телекоммуникационных системах и сетях»,
- «Оптимальная обработка сигналов большими системами»,
- «Место определения абонентов в системах сотовой связи»,
- «Общесистемные вопросы защиты информации».

Дважды лауреат Премии Правительства РФ в области науки и техники (2003 и 2015 — за двухдиапазонную малогабаритную бортовую РЛС поколения 4+).
Награжден медалью «В память 850-летия Москвы», знаками «Почетный работник системы высшего образования» и «Изобретатель СССР».